# Composition B
La composition B est un explosif militaire, composé d'un mélange de RDX et de TNT. Elle est utilisée comme explosif principal dans les obus d'artillerie, les roquettes, les mines terrestres, les grenades.
Elle a été également utilisée dans les lentilles explosives des bombes A (de type à implosion) développées par les États-Unis.

## Composants
Le pourcentage standard en masse est le suivant (Référence: Military Specification MIL-C-401) :
- 59,5 % de RDX (vitesse de détonation 8 750 m/s)
- 39,5 % de TNT (vitesse de détonation 6 900 m/s),
- 1 % de cire de paraffine pour améliorer sa manutention (agent stabilisant).

Plus couramment, elle est décrite sous le vocable 60/40 RDX/TNT avec 1 % de cire.

## Utilisation
La composition B était extrêmement courante dans les munitions occidentales et était l'explosif standard pour les munitions depuis le début de la seconde Guerre mondiale jusqu'au début des années 1990. Depuis des explosifs moins sensibles ont commencé à la remplacer.
À titre d'exemple, la grenade M26 contient une composition B.

## Propriétés
Densité : 1,65 g/cm3
Vitesse de détonation : 8 050 m/s
Résistance à un incendie : une minute trente

## Utilisation notable
Dans le film Il faut sauver le soldat Ryan (Saving Private Ryan), il est fait mention du « mélange B » lorsque le Capitaine John H. Miller demande quelles sont les ressources restantes pour tenir le pont. Il en utilise pour fabriquer les sticky bombs de fortune qui seront collées aux roues des chars allemands.